# 池田ユキオ
池田 ユキオ（いけだ ユキオ）は、日本の漫画家・イラストレーター。東京都渋谷区出身。女性。

## 概要
1999年、別冊フレンド（講談社）「奇跡のパパ」でデビュー。
代表作は集英社YOUにて連載していた「胡蝶伝説」第1巻〜第4巻。続編に「胡蝶伝説六本木激闘編1、2」がある。
月刊popteen（角川春樹事務所刊）にてイラスト連載も手がけていた。

## 作品

### 漫画
- わがままな純愛
- ギャル革命（原作：藤田志穂、講談社、『別冊フレンド10月号増刊 別フレ2006』）※コミカライズ
- 中目黒ラブリーホーム
- 胡蝶伝説
  - 胡蝶伝説 〜六本木激闘編〜
  - 胡蝶伝説 〜復活嬢と地雷嬢〜
- 佳川奈未のミラクルハッピーコミック 恋が叶う魔法のルール 運命の人と結ばれるHAPPY STORY（原作：佳川奈未、PHP研究所）ISBN 978-4-569-79955-1
- 絶望少女漫画家（ぶんか社、『本当にあった主婦の体験』）
- 私は子連れおっパブ嬢（小学館、『ワケあり女子白書』Vol.1 - Vol.9）
- ゴミ屋敷とトイプードルと私（小学館、『転落女子地獄 蜘蛛の巣貧困 Vol.1』『ワケあり女子白書』）
- 週3彼氏（秋田書店、『プチプリンセス』2018年Vol.20 - Vol.21）
- 悪い推しほどよく炎上える〜私のオキニがやらかしまして…〜（笠倉出版社、『家庭サスペンス』）
- ガチ恋量産メン地下アイドル〜2ショは1000円、愛情0円〜（秋田書店、『プチプリンセス』2020年Vol.33 - Vol.34）
- 崖っぷち少女漫画家、レディコミ沼にはまる（原作担当・作画：紺ことり、小学館、『ワケあり女子白書』Vol.32 - Vol.35）
- ブロークン・マリッジ〜モラハラ夫に騙されて〜（原作担当、作画：柊みずか、秋田書店、『プチプリンセス』2021年Vol.54[1] - 2023年vol.81）

### 漫画協力
- ピン女のメリークリスマス〜恋したい、恋しようとしない、恋できない〜（日本テレビ[2]）
- 東京バンドワゴン - 宣伝用しおり四コマ漫画（日本テレビ）